# 三星Galaxy A7 (2016)
三星Galaxy A7 (2016)是由三星電子於2015年12月2日推出的Android智能手机。

## 技術規格
- 後置攝像頭：1300萬像素
- 前置攝像頭：500萬像素
- 內存：3 GB RAM
- 存儲：16 GB
- 電池：3300 mAh
- 尺寸：5.5寸
- 處理器：三星Exynos 7580 / 高通 驍龍 615
- 操作系統：Android 5.1 Lollipop（现已更新至Android 7.0 Nougat）
- 重量：172克
- 螢幕：1080p Full HD Super AMOLED

## 各國版本
- 歐洲版SM-A710F[4]
- 拉美版SM-A710M
- 中國版SM-A7100
- 中国移动版SM-A7108
- 台灣版SM-A710Y[5]
- 南亞版SM-A710FD